# Orquídea Negra (álbum)
Orquídea Negra é o quinto álbum do cantor brasileiro Zé Ramalho, lançado em 1983. O álbum conta com a participação de vários artistas. Zé, que acredita em seres extra e intraterrestres, disse que uma vez foi procurado por um homem que se identificou como membro dos Illuminati e disse a ele que eles conseguiram fazer contato com algumas "espécies" usando sua canção "Kryptônia".

## Faixas
| N.º | Título                                                      | Música                                     | Duração |  |
| 1.  | "Orquídea negra" (com Fagner)                               | Jorge Mautner                              | 5:21    |  |
| 2.  | "Para chegar mais perto de Deus" (com Egberto Gismonti)     | Zé Ramalho                                 | 4:32    |  |
| 3.  | "Kryptônia" (com Manito)                                    | Zé Ramalho                                 | 4:48    |  |
| 4.  | "Táxi-lunar" (com A Cor do Som)                             | Zé Ramalho, Geraldo Azevedo, Alceu Valença | 3:59    |  |
| 5.  | "Coração de rubi" (com Maria Lúcia Godoy)                   | Zé Ramalho, Maria Lúcia Godoy              | 3:47    |  |
| 6.  | "Filhos do câncer" (com Fagner)                             | Zé Ramalho, Fagner                         | 5:20    |  |
| 7.  | "Napalm" (com Robertinho de Recife)                         | Zé Ramalho, Robertinho de Recife           | 6:07    |  |
| 8.  | "Dominó" (com Armandinho e o Trio Elétrico de Dodô e Osmar) | Zé Ramalho                                 | 3:00    |  |
| 9.  | "Xote dos poetas" (com Fagner)                              | Zé Ramalho, Capinan                        | 4:39    |  |
| 10. | "Embolada violada"                                          | Zé Ramalho, Capinan                        | 2:59    |  |

### Faixas bônus da reedição de 2003
| N.º | Título                          | Duração |  |
| 11. | "Os doze trabalhos de Hércules" | 4:15    |  |
| 12. | "A última nau"                  | 3:36    |  |